# Rafał Krajewski
Rafał Krajewski herbu Jasieńczyk, ps. Wujaszek, August, Helena (ur. 24 października 1834 w Łempicach Wielkich (obecnie Łępice w gminie Pokrzywnica), zm. 5 sierpnia 1864 w Warszawie) – dyrektor Wydziału Spraw Wewnętrznych w Rządzie Narodowym w czasie powstania styczniowego.

## Życiorys
W 1850 wstąpił do warszawskiej Szkoły Sztuk Pięknych, którą ukończył celująco w 1854. W 1857 uzyskał patent architekta. Projektował i budował wiele stołecznych kamienic. Według jego projektu odbudowano m.in. spalony w powstaniu Ratusz Warszawski. Był jednym z autorów haseł do 28 tomowej Encyklopedii Powszechnej Orgelbranda z lat 1859-1868. Jego nazwisko wymienione jest w I tomie z 1859 roku na liście twórców zawartości tej encyklopedii.
Politycznie związany był ze środowiskiem millenerów Edwarda Jürgensa. W grudniu 1862 wyjechał za granicę w tajnej misji politycznej. W połowie lutego 1863 wrócił do kraju i wszedł do sformowanej przez Stefana Bobrowskiego Komisji Wykonawczej. Romuald Traugutt mianował go dyrektorem Wydziału Spraw Wewnętrznych. 10 marca 1864 został przez Rosjan aresztowany, więziony był w X Pawilonie Cytadeli Warszawskiej. Nie dał się złamać w śledztwie pomimo bicia, głodzenia i przetrzymywania w lochu. Dopiero 22 kwietnia, wobec obciążających go zeznań szesnastu świadków, przyznał się do kierowania WSW.
19 lipca sąd wojenny skazał go na karę śmierci. Stracony 5 sierpnia na stokach Cytadeli Warszawskiej wraz z Romualdem Trauguttem, Józefem Toczyskim, Romanem Żulińskim i Janem Jeziorańskim. Wszyscy zostali symbolicznie upamiętnieni na grobie córki Traugutta, Alojzy, na Cmentarzu Powązkowskim w Warszawie.

## Upamiętnienie
21 października 2022 roku w Łępicach został odsłonięty pomnik Rafała Krajewskiego, w ramach projektu Fundacji Wolność i Demokracja. Autorem pomnika jest Marek Moderau. Projekt został zrealizowany dzięki środkom z KPRM.

## Galeria

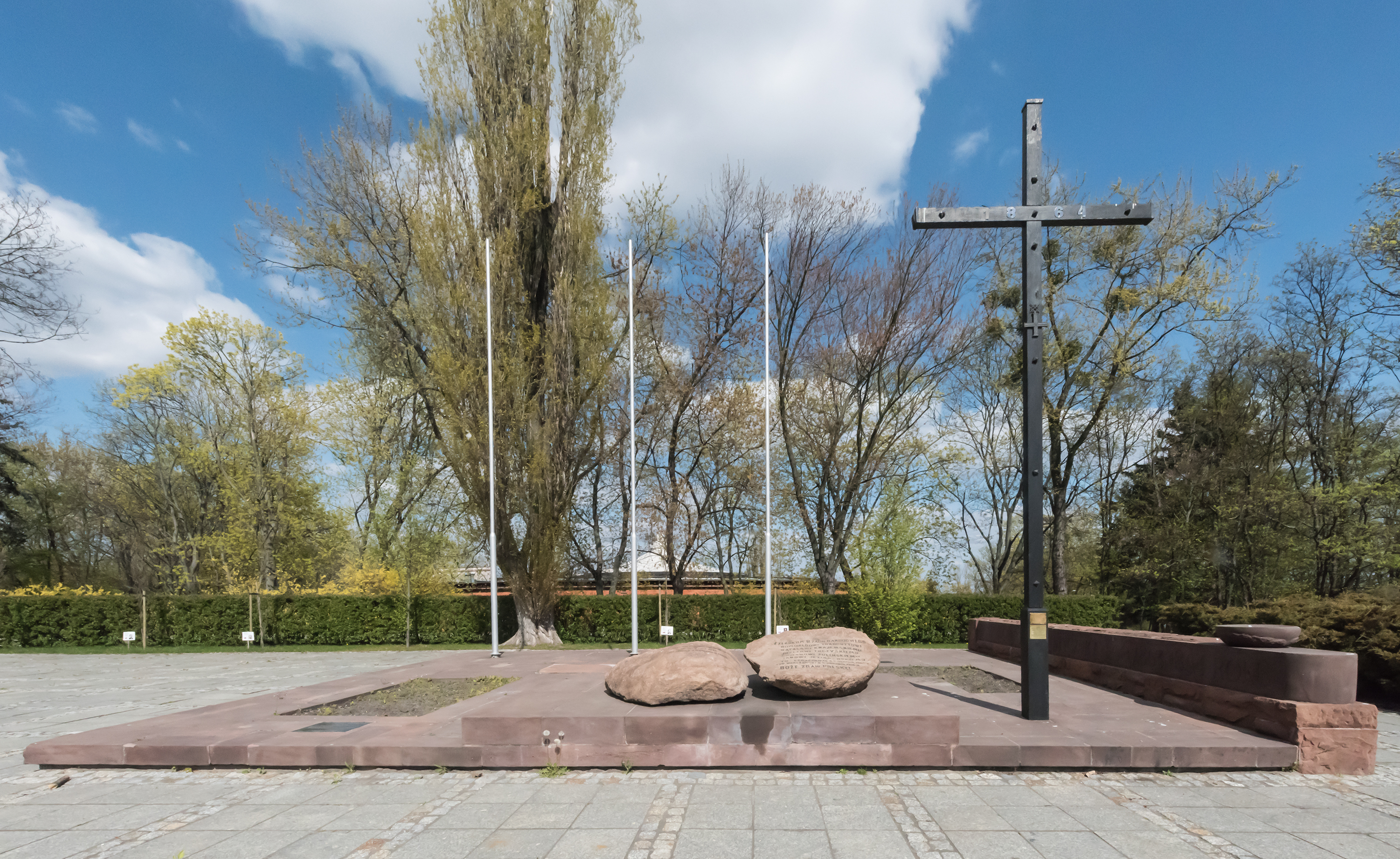
Upamiętnienie w miejscu stracenia członków Rządu Narodowego w powstaniu styczniowym: Romualda Traugutta, Rafała Krajewskiego, Józefa Toczyńskiego, Romana Żulińskiego i Jana Jeziorańskiego, park im. Romualda Traugutta w Warszawie
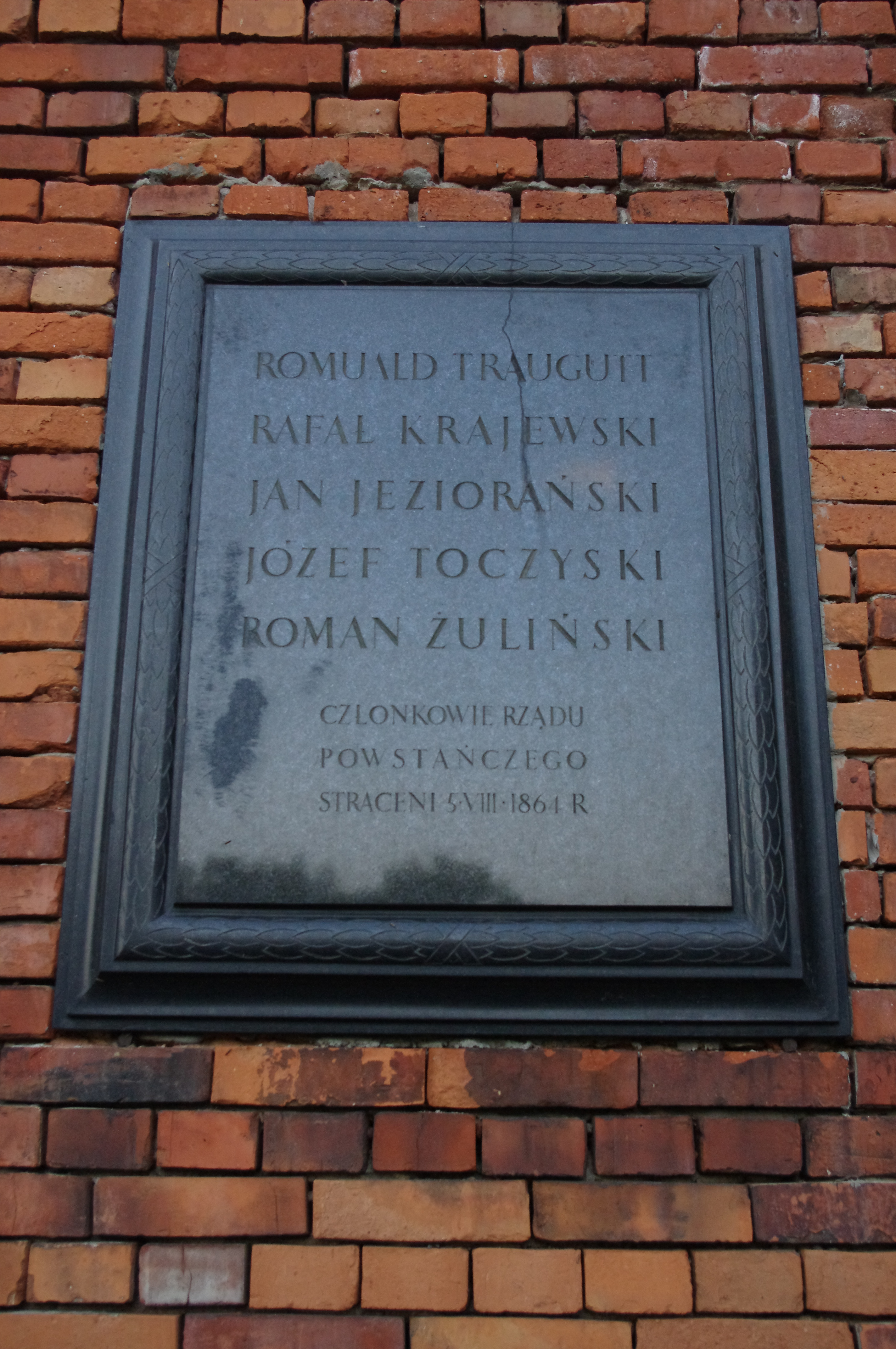
Tablica wmurowana w ścianę Cytadeli Warszawskiej tuż za szczątkami szubienicy, na której w okresie zaborów ginęli skazańcy. Upamiętnia członków rządu powstania styczniowego straconych 5 sierpnia 1864 r.
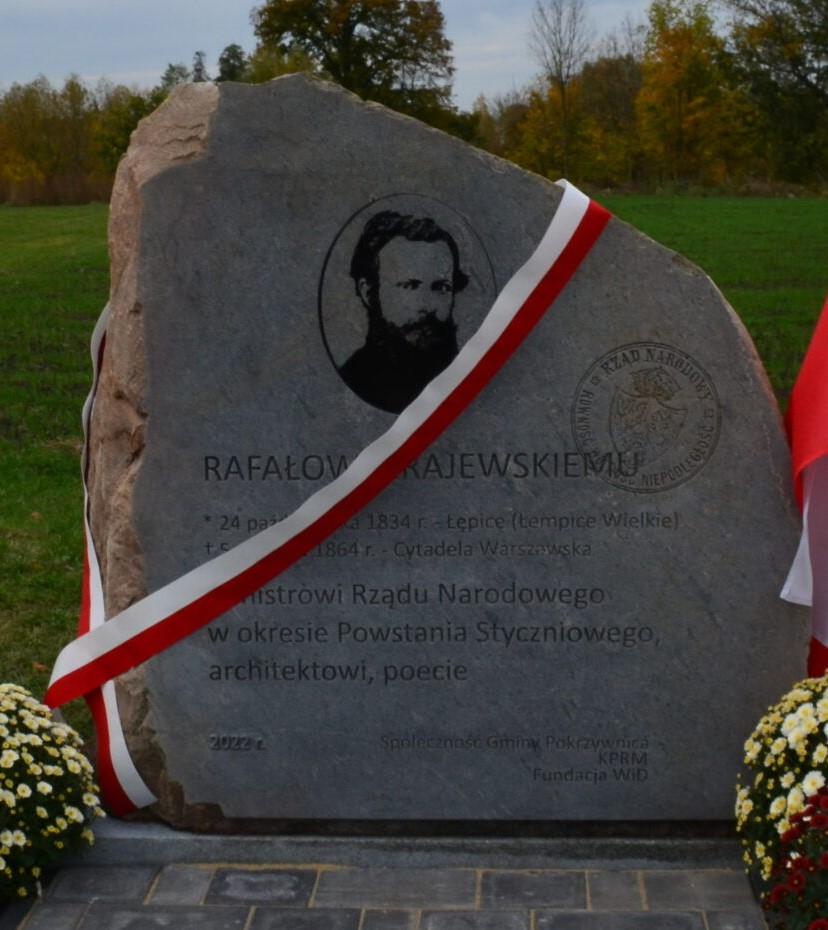
Pomnik Rafała Krajewskiego w Łępicach